# Sigefroi de Bellême
Pour les articles homonymes, voir Sigefroi.
Sigefroi de Bellême ou Sifroi est un évêque du Mans de 960 à 995. Il est issu de la famille de Bellême.
Il succède à l'évêque Mainard, frère de Raoul III de Beaumont-au-Maine. Il aurait acheté sa charge à défaut d'avoir une quelconque éducation ecclésiastique. 
Il s'était marié déjà vieux et eut plusieurs enfants ; il mourut des suites de son incontinence.

## Articles liés
- Famille de Bellême
- Liste des évêques du Mans